# 13978 Hiwasa
13978 Hiwasa eller 1992 JQ är en asteroid i huvudbältet som upptäcktes den 4 maj 1992 av den japanska astronomen Tsutomu Seki vid Geisei-observatoriet. Den är uppkallad efter orten Hiwasa i Japan.
Asteroiden har en diameter på ungefär 6 kilometer.